# Текамси (Оклахома)
Текамси (енгл. Tecumseh) град је у америчкој савезној држави Оклахома.

## Демографија
По попису из 2010. године број становника је 6.457, што је 359 (5,9%) становника више него 2000. године.
| Група             | 2000.         | 2010.         |
| Белци             | 4.768 (78,2%) | 4.531 (70,2%) |
| Афроамериканци    | 125 (2,0%)    | 178 (2,8%)    |
| Азијати           | 11 (0,2%)     | 21 (0,3%)     |
| Хиспаноамериканци | 108 (1,8%)    | 242 (3,7%)    |
| Укупно            | 6.098         | 6.457         |